# Klaus Dämmrich

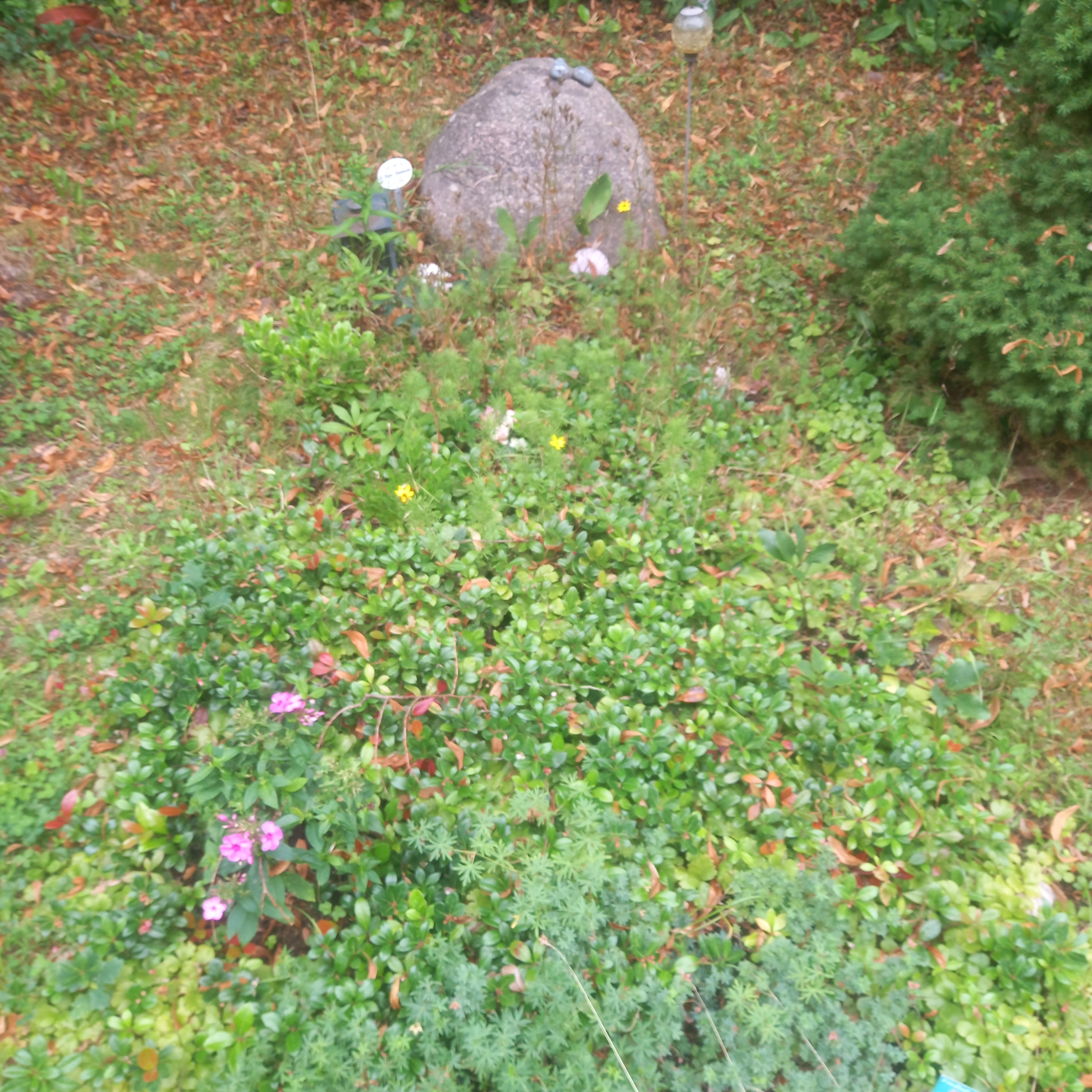
Klaus Dämmrichs Grab, Friedhof Wannsee, Lindenstraße in Berlin

Klaus Dämmrich (* 15. Mai 1932 in Crimmitschau; † 20. Januar 2008 in Berlin) war ein deutscher Tierarzt und Hochschullehrer.

## Leben
Klaus Dämmrich studierte Tiermedizin und wurde 1958 an der Freien Universität Berlin mit Pathologisch-anatomischen und -histologischen Untersuchungen an Knochen, Nieren und Epithelkörperchen von Hunden mit Nierenerkrankungen zum Dr. med. vet. promoviert. 1966 habilitierte er sich an der Freien Universität, begann dort seine Lehrtätigkeit und übernahm eine Professur für Allgemeine Pathologie und Pathologische Anatomie und Histologie am Institut für Veterinär-Pathologie.
Dämmrich lehrte bis zum Eintritt in den Ruhestand im Jahr 2007 als Professor am Fachbereich Veterinärmedizin der Freien Universität und wirkte auch als stellvertretender Direktor des Instituts für Veterinärpathologie. Bis zu seinem Tod lebte er in Berlin-Wannsee.
Klaus Dämmrich starb 2008 im Alter von 75 Jahren in Berlin. Sein Grab befindet sich auf dem Friedhof Wannsee II. Als Grabmarkierung dient ein Findling.

## Veröffentlichungen (Auswahl)
- Pathologisch-anatomische und -histologische Untersuchungen an Knochen, Nieren und Epithelkörperchen von Hunden mit Nierenerkrankungen (Diss.), Auszug in: Zentralblatt für Veterinärmedizin, Bd. 5, H. 8, S. 742–768, Berlin 1958
- Pathologische Histologie der Haustiere (mit Joachim von Sandersleben und Erwin Dahme), 3. Aufl., Jena 1989, ISBN 3-334-00271-3 (auch als Lizenzausgabe Stuttgart, New York 1989, ISBN 3-437-20433-5)
- Hugo Stünzi und Eugen Weiss: Allgemeine Pathologie für Tierärzte und Studierende der Tiermedizin (Mitverf.), 8. Aufl., Berlin, Hamburg 1990, ISBN 3-489-51116-6